# Aldrich Bailey
Pour les articles homonymes, voir Bailey.
Aldrich Bailey (né le 6 février 1994) est un athlète américain, spécialiste du 400 mètres.

## Biographie
Il remporte le titre du relais 4 × 100 mètres  et relais 4 × 400 mètres lors des championnats du monde juniors 2012, et s'adjuge par ailleurs la médaille de bronze du 400 mètres. 
Il termine à l'origine 6e de la finale des championnats du monde en salle de Birmingham sur 400 m, mais est reclassé 4e à la suite de la disqualification des deux premiers, Óscar Husillos et Luguelín Santos. Le lendemain, à l'occasion de la finale du relais 4 x 400 m, il remporte la médaille d'argent en 3 min 01 s 97, nouveau record d'Amérique du Nord, d'Amérique centrale et des Caraïbes. Ce temps, en dessous de l'ancien record du monde (3 min 02 s 13) est battu par la Pologne, qui remporte l'or en 3 min 01 s 77. Kerley et ses coéquipiers devancent pour la médaille de bronze l'équipe de Belgique (3 min 02 s 51, record national). 

## Palmarès
| Date | Compétition                    | Lieu              | Résultat | Épreuve        | Temps         |
| ---- | ------------------------------ | ----------------- | -------- | -------------- | ------------- |
| 2011 | Championnats du monde cadets   | Villeneuve-d'Ascq | 1er      | Relais suédois | 1 min 49 s 47 |
| 2012 | Championnats du monde juniors  | Barcelone         | 2e       | 400 m          | 45 s 52       |
| 2012 | Championnats du monde juniors  | Barcelone         | 1er      | 4 × 100 m      | 38 s 67       |
| 2012 | Championnats du monde juniors  | Barcelone         | 1er      | 4 × 400 m      | 3 min 3 s 99  |
| 2018 | Championnats du monde en salle | Birmingham        | 4e       | 400 m          | 46 s 44       |
| 2018 | Championnats du monde en salle | Birmingham        | 2e       | 4 x 400 m      | 3 min 01 s 97 |

## Records
| Épreuve | Épreuve   | Temps   | Lieu        | Date            |
| ------- | --------- | ------- | ----------- | --------------- |
| 400 m   | Plein air | 45 s 19 | Lubbock     | 28 avril 2012   |
| 400 m   | Salle     | 45 s 59 | Albuquerque | 18 février 2018 |